# Edwin Hawkins
Edwin Reuben Hawkins (Oakland, 18 augustus 1943 – Pleasanton, 15 januari 2018) was een Amerikaans r&b- en gospelpianist, -zanger, -songwriter, koorleider en producent die vooral groot succes had met zijn gospelformatie "The Edwin Hawkins Singers". Met deze groep werd Hawkins in 1969 wereldwijd bekend door de single Oh, Happy Day, die vaak beschouwd wordt als de grootste gospel-hit ooit. Hawkins won in zijn carrière vier Grammy Awards en wordt gezien als een van de grondleggers van de "Urban contemporary Gospel", een subgenre van gospel dat voornamelijk gericht is op het uitdrukking geven aan het geloof in Christus.

## Biografie

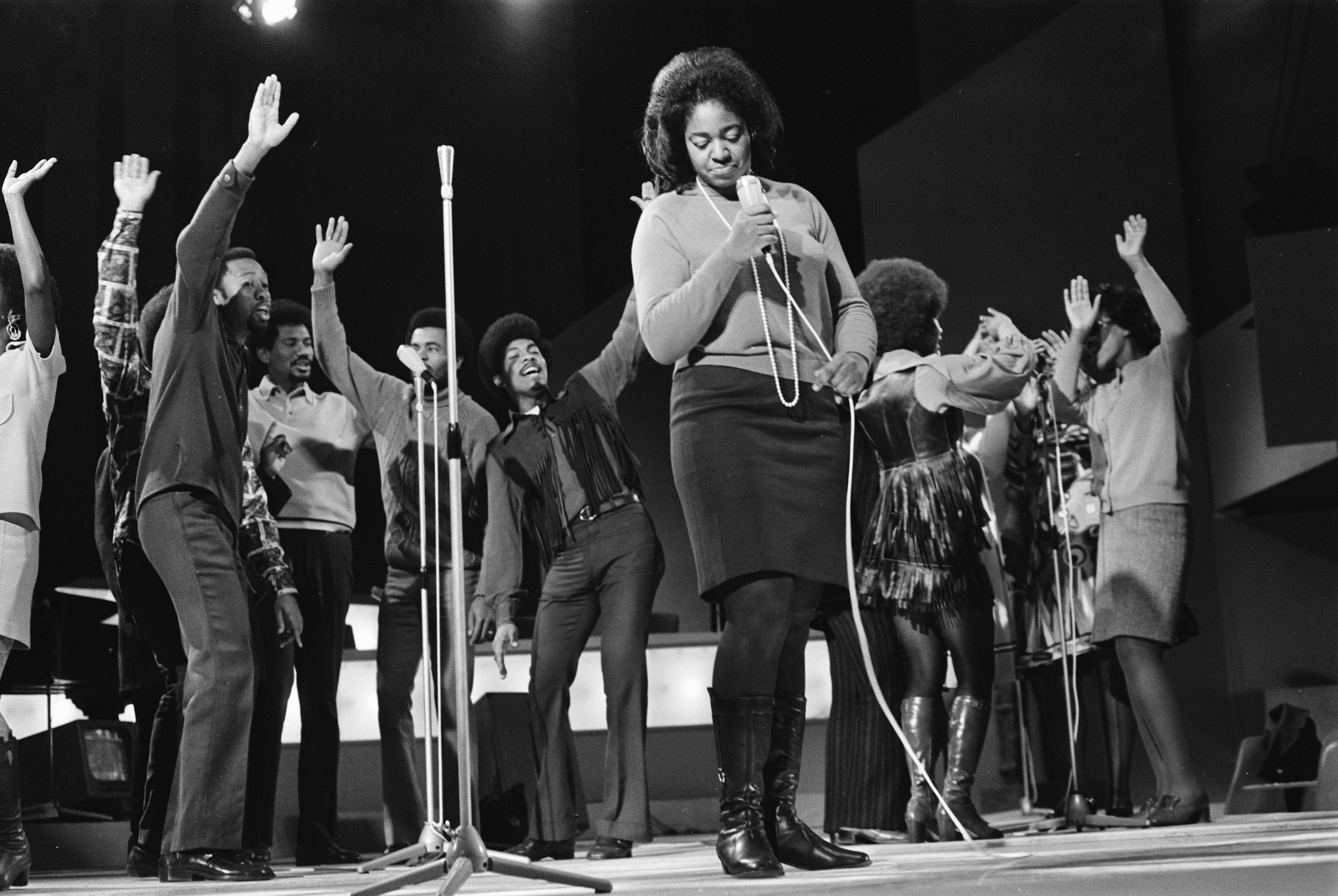
De Edwin Hawkins Singers tijdens een repetitie voor het Grand Gala du Disque Populaire 1970

Hawkins begon als kind met zingen in de kerk. Op zijn vijfde leerde hij ook piano spelen. In mei 1967 richtte hij samen met Betty Watson het koor "The Northern California State Youth Choir" op. Hawkins was koorleider en schreef de arrangementen. Het bijna vijftigkoppige koor nam in 1968 de lp Let Us Go into the House of the Lord op, dat op kleine schaal verscheen. De originele mix van gospel en r&b werd echter opgepakt door Abe Keshishian, een dj op het radiostation KSAN-FM uit San Francisco. Hij kreeg de plaat van een vriend in handen en draaide het lied Oh, Happy Day op de radio in februari, 1969. Zijn collega Dan Sorkin, een ochtend-dj op de zender KSFO-560 zorgde voor verdere bekendheid van de liederen van Hawkins. In 1969 werd het album nogmaals uitgebracht, maar nu grootschaliger op het platenlabel Buddah Records. De naam van het koor werd veranderd in "The Edwin Hawkins Singers". Oh, Happy Day werd al snel op meer radiostations gedraaid en de single werd binnen twee maanden meer dan een miljoen keer verkocht. De single behaalde in het Verenigd Koninkrijk de tweede plaats en in de Verenigde staten de vierde plaats in de nationale hitlijst. In onder meer Duitsland en Nederland stond het nummer twee weken op de eerste plaats. De single werd wereldwijd meer dan 7 miljoen keer verkocht.
In 1970 scoorden de Edwin Hawkins Singers een tweede hit met het lied: Lay Down (Candles in the Rain), samen met zangeres Melanie. Het nummer stond in Nederland twee weken op nummer 1. In de Verenigde Staten behaalde het de zesde plaats.
In 1982 richtte Hawkins de Edwin Hawkins Music and Arts Seminar op, een jaarlijkse conventie in Florida waarbij verschillende jonge talenten de kans krijgen om in contact te komen met de juiste mensen in de muziekindustrie.

## Onderscheidingen
Edwin Hawkins is tien keer genomineerd voor een Grammy Award en won er vier:
- 1970: Best Soul Gospel Performance – Oh, Happy Day, door de Edwin Hawkins Singers;
- 1971: Best Soul Gospel Performance – Every Man Wants to Be Free, door de Edwin Hawkins Singers;
- 1978: Best Soul Gospel Performance, Contemporary – Wonderful!;
- 1993: Best Gospel Choir or Chorus Album – als koorleider van het Edwin Hawkins Music & Arts Seminar Mass Choir – live opgenomen in Los Angeles.

In 2000 werd hij opgenomen in de Gospel Music Hall of Fame.

## Discografie
- Let Us Go Into the House of the Lord (1968)
- Oh, Happy Day (1969) (heruitgave van de lp uit 1968)
- Hebrew Boys (1969)
- Ain't It Like Him" (1970)
- More Happy Days (1971)
- Peace Is Blowin' In The Wind (1972)
- Children Get Together (1972)
- I'd Like To Teach the World To Sing (1973)
- New World (1974)
- Edwin Hawkins Presents the Matthews Sisters (1975)
- Wonderful (1976)
- The Comforter (1977)
- Edwin Hawkins Live at the Symphony (1979)
- Imagine Heaven (1982)
- Edwin Hawkins presents The Music and Arts Seminar Mass Choir (1983)
- Angels Will Be Singing met het Music and Arts Seminar Mass Choir (1984)
- Have Mercy met het Music and Arts Seminar Mass Choir (1985)
- Give Us Peace met het Music and Arts Seminar Mass Choir (1987)
- That Name met het Music and Arts Seminar Mass Choir (1988)
- Face to Face (1990)
- Love Is the Only Way (1998)

| Single met eventuele hitnotering(en) in de Nederlandse Top 40 | Datum van verschijnen | Datum van binnenkomst | Hoogste positie | Aantal weken | Opmerkingen                 |
| ------------------------------------------------------------- | --------------------- | --------------------- | --------------- | ------------ | --------------------------- |
| Oh, Happy Day                                                 | 1969                  | -                     |                 |              | #1 in de Hilversum 3 Top 30 |

### NPO Radio 2 Top 2000
| Nummers met noteringen in de NPO Radio 2 Top 2000 | '99 | '00  | '01  | '02  | '03  | '04  | '05 | '06  | '07  | '08  | '09  | '10  | '11  | '12  | '13  | '14  |
| ------------------------------------------------- | --- | ---- | ---- | ---- | ---- | ---- | --- | ---- | ---- | ---- | ---- | ---- | ---- | ---- | ---- | ---- |
| Lay Down (met Melanie Safka)                      | 879 | 1070 | 928  | 781  | 809  | 861  | 996 | 1145 | 1350 | 1041 | 1587 | 1436 | 1586 | 1514 | 1636 | 1889 |
| Oh, Happy Day                                     | -   | 1731 | 1896 | 1933 | 1455 | 1903 | -   | 1862 | 1756 | 1827 | -    | -    | -    | -    | -    | -    |

1. ↑  Een '-' betekent dat het nummer niet was genoteerd en een vetgedrukt getal geeft de hoogste notering van een nummer aan.
2. ↑  Deze tabel is bijgewerkt tot en met de laatste editie (2024).